# Práxedis Guerrero
José Práxedis Gilberto Guerrero Hurtado (San Felipe, 28 agosto 1882 – Janos, 30 dicembre 1910) è stato un pubblicista, rivoluzionario e anarchico messicano. Comandante militare delle formazioni insurrezionali del Partito Liberale Messicano dei fratelli Flores Magón fu un precursore della Rivoluzione messicana contro la dittatura di Porfirio Díaz.

## Biografia

### Militanza politica

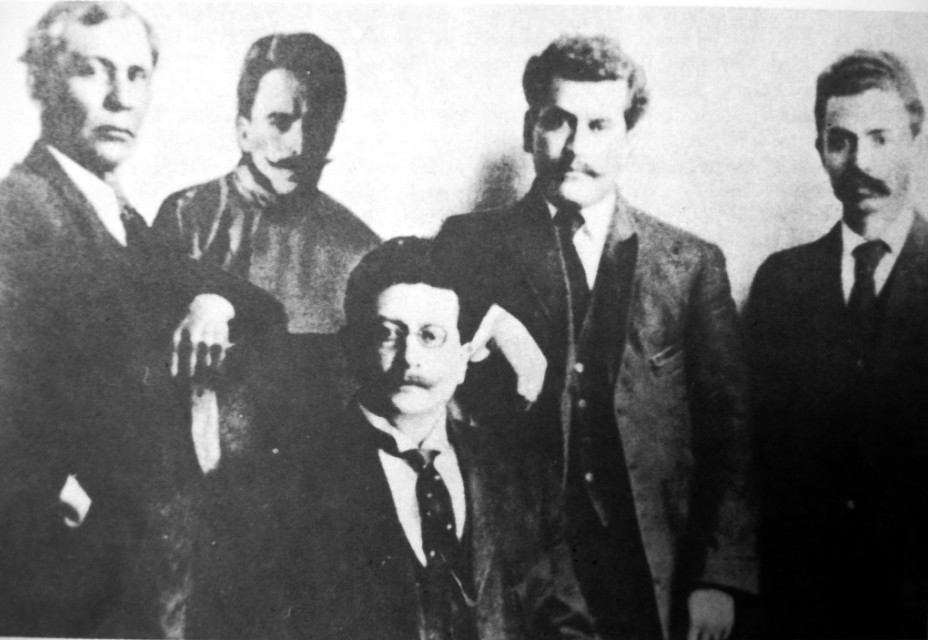
Junta Organizadora del Partido Liberal Mexicano nel 1910. Anselmo Figueroa, Práxedis G. Guerrero, Ricardo Flores Magón, Enrique Flores Magón e Librado Rivera

Nato in una facoltosa famiglia di possidenti dello stato di Guanajuato studiò fino alla fine delle scuole superiori dato che suo padre, vista la ricchezza della famiglia, non riteneva necessari ulteriori studi. Práxedis Guerrero tuttavia proseguì gli studi da autodidatta, consapevole della gravità delle disuguaglianze sociali lasciò la famiglia e si trasferì negli Stati Uniti d'America dove, nel 1904, iniziò a lavorare come semplice operaio.

Avvicinatosi alle idee anarchiche fu attivo nell'organizzazione sindacale e pubblicò il periodico Alba Roja (1905). Nel maggio 1906, Guerrero entrò a far parte della Junta Organizadora del Partito Liberale Messicano. Pubblicò i periodici Revolución (1908) a Los Angeles e Punto Rojo (1909) a El Paso, quest'ultimo, che si faceva fautore dello sciopero generale rivoluzionario, raggiunse una tiratura di 10 000 copie settimanali. Collaborò anche con  Regeneración edito dai Fratelli Flores Magón.

### Impegno culturale e pedagogico
Si impegnò attivamente per lo sviluppo di scuole libertarie, gruppi di teatro, concerti e conferenze dedicate agli immigrati messicani negli Stati uniti, con lo scopo di imprimere nuovi contenuti rivoluzionari alle attività sociali tradizionali. Dalle pagine di Regeneración sostenne con forza la necessità di creare scuole di tipo nuovo per i figli degli immigrati.

### Attività insurrezionale
Nel 1908 Guerrero fu tra i principali organizzatori di alcuni tentativi insurrezionali in Messico nelle località di Las Vacas (oggi Acuña), Viesca e Palomas  con le quali il PLM si proponeva di dare inizio alla rivoluzione contro la dittatura di Porfirio Díaz. Un dispaccio ufficiale del consolato messicano lo definiva: "un buon organizzatore e pare abbia saputo accattivarsi la stima e ottenere la complicità di molti dei minatori di Clifton, Morenci, Metcalf e Globe, dove ha distribuito a profusione molta letteratura rivoluzionaria.
Nel 1910 il PLM, che inizialmente aveva deciso di iniziare un moto rivoluzionario il 16 settembre decise poi di rinviarlo al 20 novembre, come previsto dal Piano di San Luis Potosí scritto da Francisco Madero; lo scopo era quello di dare maggior forza all'insurrezione, pur differenziandosi dagli obiettivi politici dei maderisti.

Guerrero, che era stato nominato capo delle operazioni delle forze magoniste, decise di svolgere un'azione autonoma(con la disapprovazione della Junta Organizadora del PLM). Dopo aver organizzato un gruppo armato a El Paso.
Il 22 dicembre 1910 gli insorti, penetrati nello stato di Chihuahua, assaltarono la hacienda di Cruz González, si impadronirono di un treno e distrussero alcuni ponti al loro passaggio. si impadronirono di Estación Guzmán e il 27 dicembre occuparono Corralitos. Il giorno seguente chiesero la resa di Casas Grandes senza successo. Il 29 nottetempo attaccarono Janos occupandola. La mattina successiva Guerrero venne ucciso da un colpo di arma da fuoco in circostanze non chiare. In suo onore una municipalità messicana si chiama oggi Praxedis G. Guerrero.